# Базаров, Ыймаш
Ыйма́ш База́ров (кирг. Ыймаш Базаров; 1918 год, село Кольцовка — 1977 год, село имени Бокомбаева, Тонский район, Иссык-Кульская область) — заведующий овцетоварной фермой колхоза имени Ленина Тонского района Иссык-Кульской области, Киргизская ССР. Герой Социалистического Труда (1958).

## Биография
Родился в 1918 году в крестьянской семье в селе Кольцовка (ныне — село имени Бокомбаева Тонского района).
С 1934 года — разнорабочий в колхозе имени Ленина Тонского района. Позднее возглавлял овцетоварную ферму этого же колхоза.
В 1957 году на овцетоварной ферме, которой Ыймаш Базаров, настригла 15700 килограмм шерсти, в среднем по 3,1 килограмма с каждой овцы и в 1958 году — было настрижено 17559 килограмм шерсти, в среднем по 3,420 килограмм с каждой овцы. Указом Президиума Верховного Совета СССР от 16 октября 1958 года удостоен звания Героя Социалистического Труда с вручением ордена Ленина и золотой медали «Серп и Молот».
С 1970 года — персональный пенсионер союзного значения.
После выхода на пенсию проживал в родном селе, где скончался в 1977 году.